# جوي لاي
جوي لاي (بالإنجليزية: Joy Lai)‏ هي لاعبة كرة الريشة أسترالية، ولدت في 18 أغسطس 1998 في فيكتوريا في أستراليا.

## وصلات خارجية
- جوي لاي على موقع BWF.tournamentsoftware.com (الإنجليزية)
- جوي لاي على موقع BWFbadminton.com (الإنجليزية)
- جوي لاي على موقع اللجنة الأولمبية الدولية (الإنجليزية)
- جوي لاي على موقع أوليمبيديا (الإنجليزية)